# Мария Стефюк
Мария Стефюк (16 юли 1948 г., Рожнив, СССР) е украинска оперна певица (сопран). Народна артистка на СССР (1985).

## Биография
Родена е на 16 юли 1948 г. в град Рожнив. Учи в Киевската консерватория (1967 – 1973). През 1972 г. дебютира на сцената (Киевски театър за опера и балет „Тарас Шевченко“).

## Награди
- Народна артистка на СССР (1985)[1]
- Герой на Украйна (2008)[2]